# Palacín I d'Alagón
Palacín I d'Alagón (? - ?) fou IV Senyor d'Alagón.

## Orígens familiars
Fill de Ximena Péreç d'Alagón i el seu marit Artau III de Pallars Sobirà.

## Núpcies i descendents
Es casà amb una dama de nom desconegut. D'aquest matrimoni nasqué:
- Artal II d'Alagón, senyor d'Alagón
- Toda d'Alagón, casada amb Ruy Vásquez Barbosa